# Neisseria musculi
Neisseria musculi – gatunek Gram-ujemnej bakterii występujący w jamie ustnej myszy domowej. Tworzy pary coccobacillus (tzw. diplococobacillus), co jest kształtem bardzo rzadko spotykanym u przedstawicieli rodzaju Neisseria. Komórki bakterii mają długość 0,5–0,8 mikrometrów i szerokość 0,4 mikrometra. Bakteria ta może rosnąć na agarze czekoladowym, agarze z krwią, a jej kolonie osiągają średnicę 0,5–1,0 mm po 48 godzinach hodowli w 37 °C. N. musculi jest blisko spokrewniona z Neisseria dentiae.